# Putoniessa sordida
Putoniessa sordida är en insektsart som beskrevs av Evans 1966. Putoniessa sordida ingår i släktet Putoniessa och familjen dvärgstritar. Inga underarter finns listade i Catalogue of Life.